# نيستور أنتون
نيستور أنتون (بالإسبانية: Néstor Antón)‏ هو لاعب كرة سلة أوروغوياني. مثّل منتخب بلاده. شارك في دورة الألعاب الأولمبية الصيفية سنة 1948.

## روابط خارجية
- نيستور أنتون على موقع الاتحاد الدولي لكرة السلة (الإنجليزية)
- نيستور أنتون على موقع سبورتس رفرنس (الإنجليزية)
- نيستور أنتون على موقع أوليمبيديا (الإنجليزية)